# Вінчі
Вінчі (італ. Vinci) — муніципалітет в Італії, у регіоні Тоскана,  метрополійне місто Флоренція.
Вінчі розташоване на відстані близько 250 км на північний захід від Рима, 27 км на захід від Флоренції.

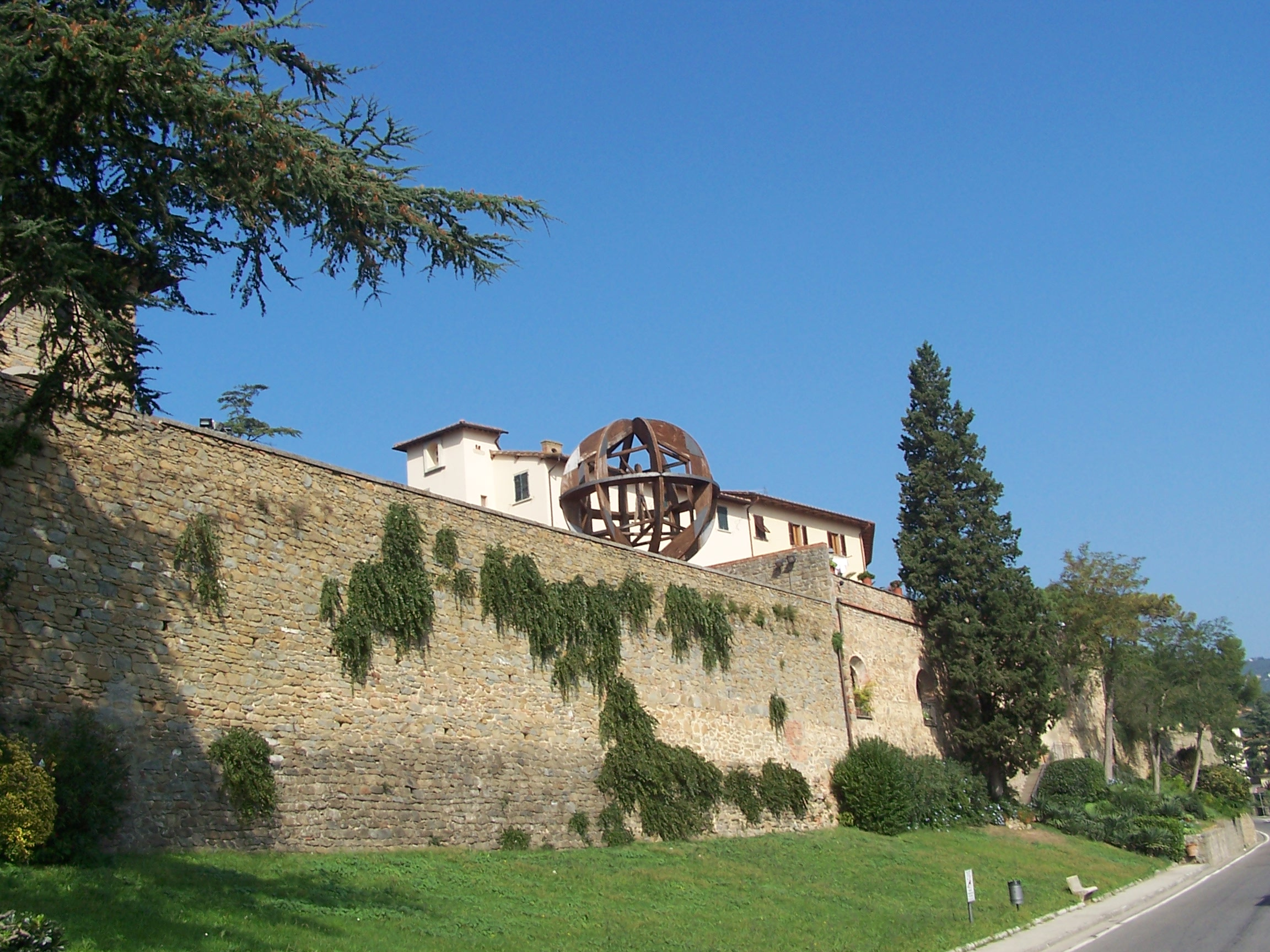

Населення — 14 639 осіб (2014).

## Демографія
Населення за роками:

Станом на 1 січня 2023 року в муніципалітеті офіційно проживало 1877 іноземців з 62 країн, серед них 257 громадян країн Євросоюзу та 28 громадян України.

## Сусідні муніципалітети
- Капрая-е-Ліміте
- Карміньяно
- Черрето-Гуїді
- Емполі
- Лампореккьо
- Куаррата